# Lista de animais extintos da Oceania
Esta é uma lista de animais extintos na Oceania.

## Aves
- Águia-de-haast (séc. XVI, Nova Zelândia)
- Huia (séc. XX, Nova Zelândia)
- Moa (séc. XVIII, Nova Zelândia)

## Mamíferos
- Lobo-da-tasmânia (1936, Austrália)